# Bullmark
Bullmark is een plaats in de gemeente Umeå in het landschap Västerbotten en de provincie Västerbottens län in Zweden. De plaats heeft 343 inwoners (2005) en een oppervlakte van 33 hectare. Langs de plaats loopt de rivier de Sävarån.